# Міста Кірибаті

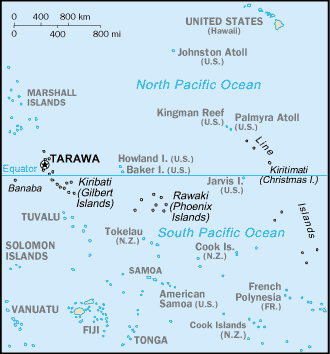
Мапа Кірибаті

У Кірибаті налічується 20 міст із населенням понад тисячу мешканців. Одне місто має населення понад 50 тисяч, ще одне — понад 10 тисяч, два міста — понад 5 тисяч, 16 — від 1 до 5 тисяч.
Нижче перелічено 10 найбільших міст із населенням понад 2 тисячі мешканців.
| Назва           | Населення (2015) |
| --------------- | ---------------- |
| Південна Тарава | 63 439           |
| Бетіо           | 17 330           |
| Бікенібеу       | 7 575            |
| Теаораереке     | 5 105            |
| Темваіку        | 4 072            |
| Ейта            | 3 395            |
| Табвакеа        | 3 001            |
| Бонрікі         | 2 829            |
| Амбо            | 2 780            |
| Банраеаба       | 2 072            |